# Ahmad IV Szach
Ahmad IV Szach (ur. ?, zm. 15 grudnia 1520) – sułtan Dekanu w latach 1518–1520.
Osadzony na tronie dzięki poparciu wezyra Amira Barida (władcy państwa Bidary), który przez całe jego panowanie sprawował faktyczną władzę. Po jego śmierci władzę po nim przejął jego syn Ali ud-din Szach.

## Literatura
- Ahmad IV Szach, [w:] M. Hertmanowicz-Brzoza, K. Stepan, Słownik władców świata, Kraków 2005, s. 702.